# Jörn Michaely

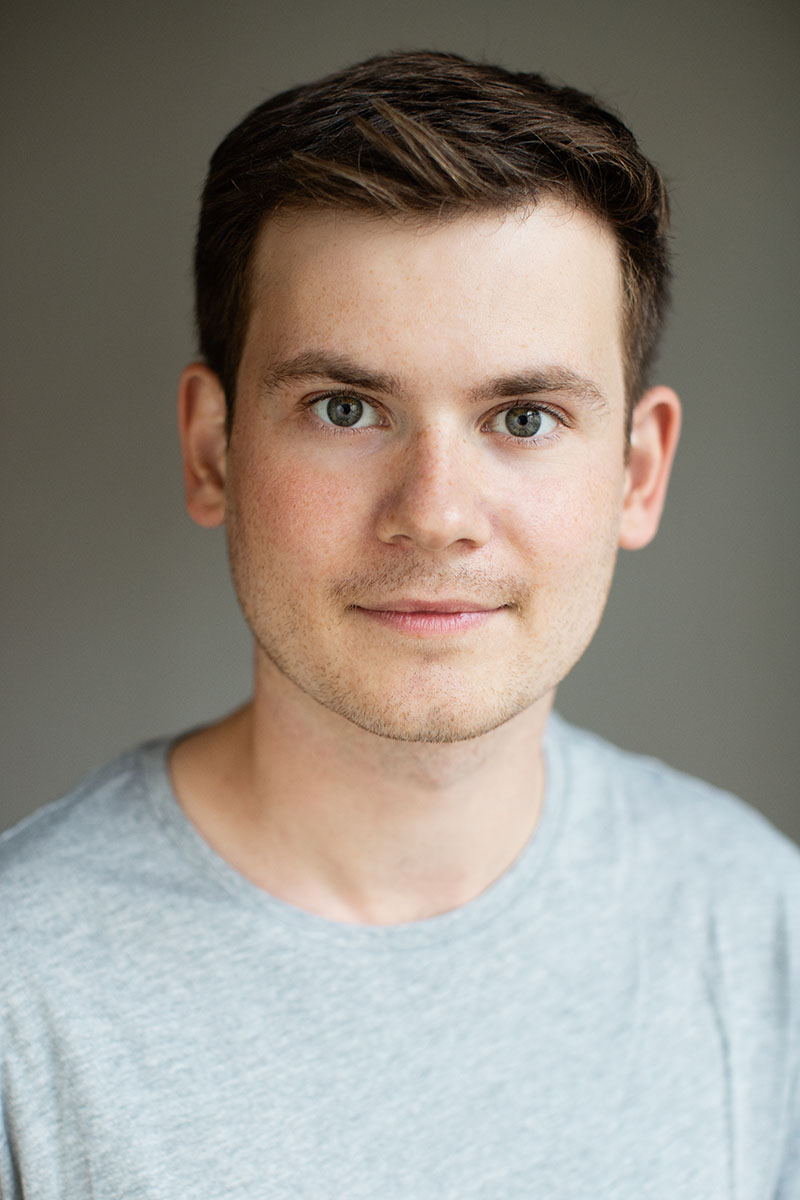
Jörn Michaely

Jörn Michaely (* 1. Oktober 1994 in Saarbrücken) ist ein deutscher Kurzfilm-Regisseur und Gründer des Bundesfestivals junger Film.

## Leben
Mit 16 Jahren erhielt Michaely für seinen ersten Kurzfilm Weißer Kragen den Preis für die beste Regie und den besten Nachwuchsfilm bei den Weltfilmfestspielen der Union Internationale du Cinéma 2013 in Österreich. Im Jahr 2014 präsentierte er seinem Kurzfilm Leon lügt beim Filmfestival Max Ophüls Preis in Saarbrücken. Sein Film Helldunkel mit Silvia Bervingas und Jürgen Haug gewann den Hauptpreis im Deutschen Generationenfilmpreis beim Bundes.Festival.Film. in Mainz.
Im Jahr 2016 begann Michaely ein Studium Medienkunst an der Saarbrücker Hochschule der Bildenden Künste. Im Rahmen des Studiums drehte er als Kameramann den Dokumentarfilm Was ich von mir weiß der Saarbrücker Regisseurin Nora Mazurek. 2018 gründete er das Bundesfestival junger Film in St. Ingbert, welches er seither künstlerisch leitet.

## Filmografie (Auswahl)
- 2010: Fernsehmania (Kurzfilm, Regie/Drehbuch)
- 2012: Weißer Kragen (Kurzfilm, Regie/Drehbuch)
- 2014: Nacht Zug (Kurzfilm, Regie/Drehbuch)
- 2014: Leon lügt (Kurzfilm, Regie)
- 2015: Helldunkel (Kurzfilm, Regie/Drehbuch)
- 2015: Fuß fassen (Kurzfilm, Regie/Drehbuch)
- 2017: Ellen and Alan (Kurzfilm, Regie)
- 2018: Was ich von mir weiß (Dokumentarfilm, Kamera)
- 2018: Die Formel (Kurzfilm, Regie)
- 2019: Mitbewohner gesucht (Kurzfilm, Regie/Drehbuch)